# Neadeloides
Neadeloides là một chi bướm đêm thuộc họ Crambidae.